# نجميدن داجهفوس
نجميدن داجهفوس (بالألمانية: Nejmeddin Daghfous)‏ (1 أكتوبر 1986 بكاسل في ألمانيا - ) هو لاعب كرة قدم ألماني في مركز الهجوم. شارك مع منتخب ألمانيا تحت 20 سنة لكرة القدم. أما مع النوادي، فقد لعب مع بادربورن 07 وماينتس 05 ونادي آلن وKSV Baunatal ‏ و1. FSV Mainz 05 II ‏ ونادي بروسيا مونستر وKSV Baunatal ‏ وFC Würzburger Kickers ‏.

## وصلات خارجية
- نجميدن داجهفوس على موقع قاعدة بيانات كرة القدم.إي يو (الإنجليزية)
- نجميدن داجهفوس على موقع بيانات كرة القدم. دي إي (الألمانية)
- نجميدن داجهفوس على موقع Soccerway.com (الإنجليزية)
- نجميدن داجهفوس على موقع عالم كرة القدم.نت (الإنجليزية)
- نجميدن داجهفوس على موقع AS.com (الإسبانية)